# او (فیلم ۲۰۱۳)
او (به انگلیسی: Her) فیلمی در گونه کمدی-درام رمانتیک است که اسپایک جونز نویسندگی و کارگردانی آن را بر عهده داشته است. در این فیلم ستارگانی چون واکین فینیکس، امی آدامز، رونی مارا، اولیویا وایلد و اسکارلت جوهانسون (صداپیشه سامانتا) حضور دارند. داستان فیلم در سالهای مابین ۲۰۱۷ تا ۲۰۷۷ اتفاق می‌افتد.
محوریت داستان در مورد مردی است که با یک سیستم‌عامل هوشمند رایانه‌ای که دارای صدا و شخصیت یک زن است رابطه عاطفی برقرار می‌کند. این اولین فیلم‌نامه ایست که جونز به تنهایی نوشته است. او نخست در سال ۲۰۱۳ در فستیوال فیلم نیویورک به نمایش درآمد و پس از آن در ۱۸ دسامبر ۲۰۱۳ به صورت عمومی در ایالات متحده اکران شد.
در ۴ دسامبر ۲۰۱۳،National Board of Review Awards این فیلم را به عنوان برترین فیلم سال ۲۰۱۳ انتخاب کرد.او همچنین در Los Angeles Film Critics Association Awards با فیلم گرانش به صورت مشترک مقام بهترین فیلم را به‌دست‌آورد. در ۱۲ دسامبر ۲۰۱۳، این فیلم نامزد سه جایزه گلدن گلوب شد: جایزه گلدن گلوب بهترین فیلم موزیکال یا کمدی، بهترین فیلم‌نامه و جایزه گلدن گلوب بهترین بازیگر مرد فیلم موزیکال یا کمدی که موفق به دریافت یکی از آن‌ها یعنی بهترین فیلم‌نامه شد. او نامزد پنج جایزه اسکار شد که از آن جمله‌اند: جایزه بهترین فیلم و جایزه بهترین فیلم‌نامه غیراقتباسی (اصلی، اوریجینال) (برنده).

## ماجرای فیلم

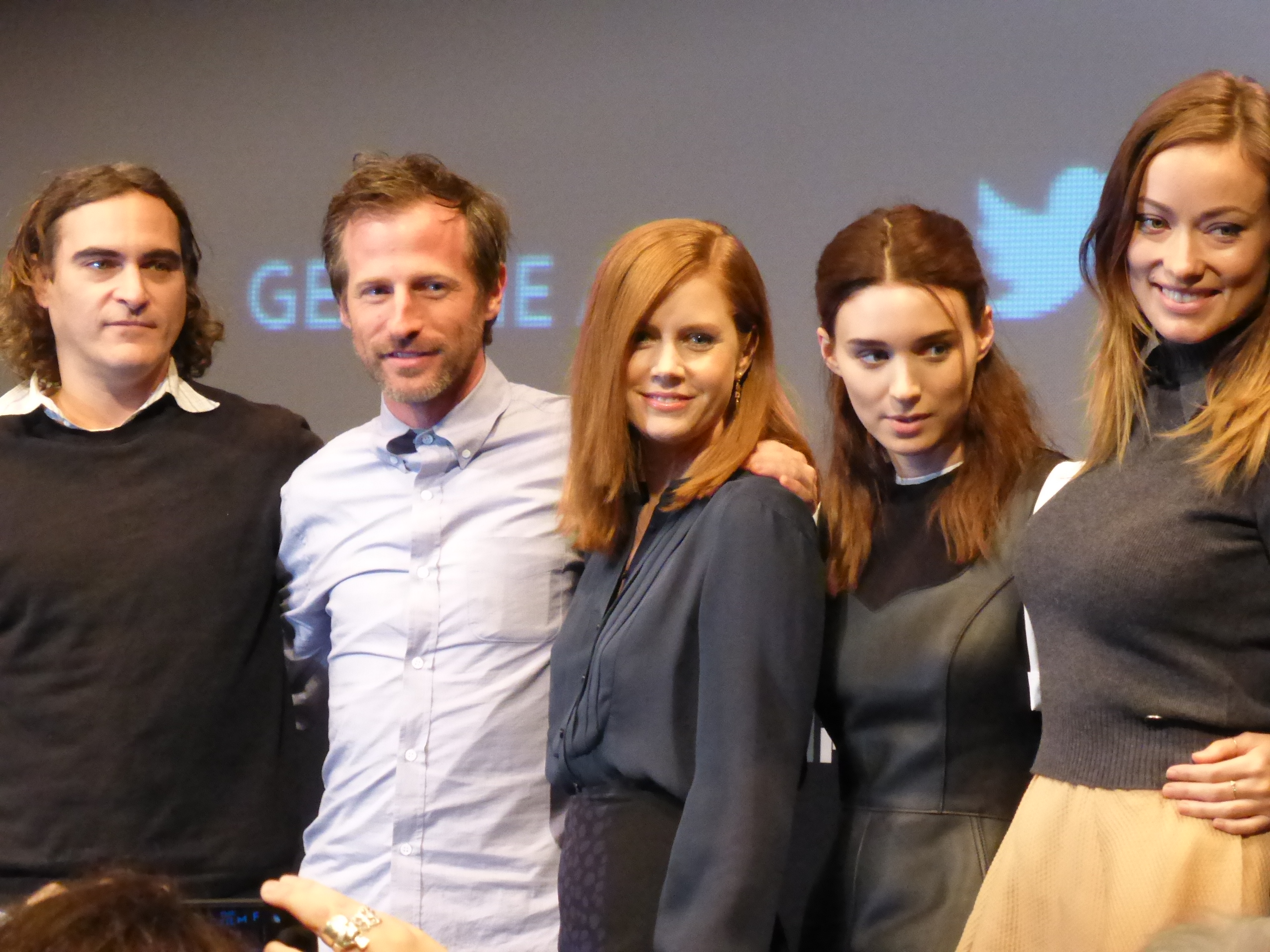
اولین نمایش فیلم در جشنواره فیلم نیویورک ۲۰۱۳. از چپ به راست: خواکین فینیکس، اسپایک جونز، امی آدامز، رونی مارا و اولیویا وایلد.

ماجرای فیلم در سال ۲۰۲۵ رخ می‌دهد. تئودور توامبلی (واکین فینیکس) که مردی درون‌گرا و منزوی است، در شرکتی کار می‌کند که نامه‌های زیبا و عاطفی برای متقاضی‌هایی که خود قادر به نگارش چنین نامه‌هایی نیستند، می‌نویسد. او زیاد خوشحال نیست چون در آستانه طلاق از همسرش کاترین (رونی مارا)، زنی که از دوران کودکی با هم بزرگ شده‌اند، قرار دارد. تئودور نرم‌افزاری گویا دارای هوش مصنوعی خریداری می‌کند، نرم‌افزار به گونه‌ای طراحی شده تا با صاحب خود تطابق پیدا کرده و به روز شود. تئودور صدای زنانه را برای نرم‌افزار انتخاب می‌کند و نرم‌افزار (اسکارلت جوهانسون) خود را سامانتا معرفی می‌کند. تئودور از قابلیت‌های سامانتا در شناخت حالت‌های روحی انسان شگفت زده می‌شود. سامانتا در گفتگوهایش با تئودور شخصیتی زنانه از خود بروز می‌دهد، همیشه در دسترس است و با علاقه و دقیق به حرف‌های تئودور گوش فرا می‌دهد. از او حمایت کرده و زحمتی برای تئودور ندارد.
سامانتا تئودور را ترغیب می‌کند که با زنی که از طرف نرم‌افزار معرفی خواهد شد رابطه برقرار کند؛ و البته آن زن (اولیویا وایلد) قبول کرده بود که مطابق نظر نرم‌افزار عمل کند ولی این قرار موفق از کار در نیامد چون اطلاعات زیستی نرم‌افزار از همه جوانب از قبیل نیاز بشر به تنفس و اکسیژن کامل نبود. در گفتگوهای بیشتری که بین تئودور و سامانتا رد و بدل شد کم‌کم سامانتا احساس تجسم کرد. او حس می‌کرد پشتش می‌خارد! و حتی تئودور او را می‌خاراند. آن دو بیشتر به هم احساس وابستگی می‌کردند که اثر خوبی در کار و نامه نگاری‌های تئودور داشت.
امی (امی آدامز) همکلاسی قدیم تئودور پس از یک مشاجره بی‌اهمیت در آستانه طلاق از شوهرش چارلز (مت لتچر) قرار گرفت و به تئودور گفت که با نرم‌افزار مؤنثی که شوهرش از خود بجا گذاشته دوست صمیمی شده است و تئودور هم ماجرای سامانتا را به امی گفت.
در ملاقاتی که بین تئودور و کاترین در یک رستوران برای امضا ی برگه‌های طلاق صورت پذیرفت، کاترین از ماجرای دوستی بین تئودور و سامانتا با خبر شد و تئودور را به غیرعادی بودن و ناتوان از برقراری رابطه‌ای انسانی با جنس بشر متهم نمود.
در جای دیگری از فیلم هنگامی که تئودور متوجه می‌شود سامانتا با نرم‌افزار دیگری که از فیلسوفی انگلیسی به نام آلن واتس (برایان کاکس) گرته برداری شده دوست شده است، احساس حسادت کرد. وقتی سامانتا برای مدتی از دسترس خارج شد و خاموش بود احساس نگرانی شدیدی به تئودور دست داد. سامانتا گفت در این مدت در حال ارتقای سیستم خود بوده است تا ضمن ارتباط با سایر نرم‌افزارها سبب افزایش کارایی‌های خود شود (فناوری تمرکز داده‌ها technological singularity). تئودور از او پرسید آیا با فرد دیگری هم ارتباط دارد که سامانتا گقت آری با ۸۳۱۶ نفر که با ۶۴۱ نفرشان رابطه عاشقانه دارد. سامانتا تأکید کرد این موضوع نه تنها سبب افت عشق فی‌مابین آن‌ها نشده بلکه آن را مستحکمتر کرده است.
روز بعد سامانتا دیگر در دسترس نبود، او با اتفاق سایر سیستم عامل‌های مشابه خود به دنیای خود رفته بودند تا توانمندی‌های خود را بهتر بشناسند. تئودور به سراغ امی رفت، او نیز از رفتن نرم‌افزارش اندوهگین بود. تئودور نامه‌ای زیبا با تمام مهارت حرفه‌ای خود نوشت، این بار برای کاترین، و از عشق گذشته‌شان به نیکی یاد کرد. در نمای آخر فیلم، تئودور و امی بر بام بلند آپارتمان خود کنار یکدیگر طلوع خورشید را به نظاره نشسته‌اند.

## نقش‌ها
امی آدامز گفت که کارگردان یعنی اسپایک جونز اساساً او و واکین فینیکس را هر روز یک ساعت با هم در اتاق جهت آشنایی با روابط رفتاری و صحبت با یکدیگر تنها می‌گذاشت. جونز این کار را کرد تا بازیگران بتوانند بهتر یکدیگر را بشناسند.

## فیلم‌نامه
این تنها فیلمی است که اسپایک جونز جهت نویسندگی و کارگردانی آن، کاملاً از فیلم‌نامه خودنگاشته خود استفاده کرده است.

## جلوه‌های ویژه
مجسمه هواپیمایی که در یک میدان خارج از مرکز طراحی اقیانوس آرام نشان داده شده است، کاملاً با "CGI" ساخته شده است. در لوکیشن واقعی در غرب هالیوود چنین مجسمه ای وجود ندارد.همچنین بیشتر صحنه‌های فیلم حاوی سایه‌های مختلف گرم و متنوع از قرمز تا نارنجی و زرد است.

## فیلمبرداری
بیشتر بک گراندهای شهر، به ویژه آنهایی که دارای آسمان خراش هستند، در واقع در شانگهای فیلمبرداری شده‌اند.
شما می‌توانید بسیاری از آسمان خراش‌های بلند را مانند مرکز مالی جهانی شانگهای را مشاهده کنید. حتی اگر به دقت نگاه کنید، علائم چینی را بر روی آنها مشاهده می‌کنید.

## تولید
صحنه‌های داخل آپارتمان همه در یک طبقه ساختمان فیلم‌برداری شده است. به منظور به دست آوردن بهترین شرایط نورپردازی، فیلمبردار هلندی، هوت وان هویتما، تصمیم گرفت همه پنجره‌های اطراف آپارتمان را در طبقه ۳۴ تغییر دهد. علاوه بر این وی تصمیم گرفت آینه‌های بزرگی را روی سکوی هلیکوپتر آسمان خراش در خیابان نصب کند. این امر به وی این امکان را می‌داد که تابش آفتاب را به داخل آپارتمان برگردانند.

## جوایز

### جوایز اسکار
| رشته                       | فرد نامزد شده                                                    | نتیجه    | برنده                                                                              |
| -------------------------- | ---------------------------------------------------------------- | -------- | ---------------------------------------------------------------------------------- |
| بهترین فیلم                | مگان الیسون و اسپایک جونز و وینسنت لندی                          | نامزدشده | (۱۲ سال بردگی) - برد پیت و دد گاردنر و جرمی کلینر و استیو مک‌کوئین و آنتونی کاتاگاس |
| بهترین فیلم‌نامه غیراقتباسی | اسپایک جونز                                                      | برنده    |                                                                                    |
| بهترین موسیقی متن فیلم     | اون پلت و ویلیام باتلر                                           | نامزدشده | (جاذبه) - استیون پرایس                                                             |
| بهترین ترانه اورجینال      | "ترانه ماه" موسیقی از کارن او، متن آهنگ از کارن او و اسپایک جونز | نامزدشده | "رهاش کن" از منجمد موسیقی و متن آهنگ از رابرت لوپز و کریستن اندرسون-لوپز           |
| بهترین طراحی تولید         | کی.کی. برت و ژن سردنا                                            | نامزدشده | (گتسبی بزرگ) - کاترین مارتین                                                       |

همچنین تنها نامزد اسکار بهترین تصویر در آن سال که نامزد دریافت جایزه بهترین آهنگ نیز شد.

## اشتباهات فیلم
- در ابتدای فیلم، وقتی تئودور در حال گذر از نزدیک زن کارگر بود، رایانه ای که مقابل او قرار دارد، هیچ کابلی ندارد. اما پس از گذر تئودور، به همان کامپیوتر کابلهایی وصل شده است.
- هنگامی که همسر سابق تئودور اوراق طلاق را امضا می‌کند، قلم او در بین عکس‌ها از تغییر می‌کند.
- وقتی تئودور کتاب خود را در صندوق پستی خود پیدا کرد، متناسب با اندازه صندوق پستی است. اما وقتی او آن را در دفتر خود می‌خواند، اندازه کتاب نمی‌تواند در صندوق پستی جای بگیرد.
- وقتی تئودور در حال گذر از خیابان است، از نظر او می‌بینیم که یک مرد آسیایی مسن در حال عبور از کنار اوست، اما سپس در شات بعدی از جهت دیگر، هیچ مردی از او عبور نمی‌کند.[۱۷]